# Michela Schiff Giorgini
Michela Schiff-Giorgini (Pavía, Italia, 30 de octubre de 1923 - Benissa, Alicante, España, 3 de julio de 1978) fue una reconocida egiptóloga italiana. Nacida como Michela Beomonte adoptó el apellido de su marido, el banquero Giorgio Schiff Giorgini con quien se casó en 1946. 

## Biografía
Si bien nunca llegó a cursar estudios universitarios, de 1957 a 1977 Giorgini dirigió numerosas campañas de excavación en Egipto y Sudán patrocinadas por la Universidad de Pisa. Entre sus excavaciones más importantes destacan las del templo de Soleb y las de la XVIII dinastía faraónica de Sedeinga, en Sudán.
Publicó numerosos artículos en revistas especializadas y recogió en varios volúmenes la síntesis de sus excavaciones. Toda su obra y los objetos que salieron a la luz como consecuencia de sus excavaciones se encuentran hoy custodiados en la Universidad de Pisa. La colección abarca desde cartografías y fotografías hasta notas y vídeos. Giorgini siempre defendió la egiptología como una ciencia multidisciplinar.  
En 1965 quedó viuda y trece años más tarde murió en España por culpa de una meningitis, sin haber llegado a cumplir los cincuenta años. Dejó dos hijos huérfanos. 
Schiff-Giorgini era hermanastra de la famosa actriz Maria Denis, después de estudiar el bachiller artístico, intentó también ella seguir una carrera cinematográfica. Actuó en la película de Roberto Rossellini "Una pilota ritorna". Más adelante participó  en "I tre aquillotí" de Mattoli y en "Il nostro prossimo" dirigido por Gherardo Gherardi y Antonio Rossi. Tras este film la padovana abandona los focos para dedicarse a la arqueología.

## Premios y reconocimientos
En 1961, el Ministerio de Exteriores italiano le otorgó la medalla de plata de relaciones culturales.  
El 16 de octubre de 1971 la Universidad de Pisa la distinguió con el título de doctora honoris causa en Letras y Filosofía. Además en 1976 le concedieron el diploma de "Emérita de la escuela y la cultura) en esta misma universidad.  
Fue investida como caballero del Orden de las Palmas Académicas por su trabajos en Sudán.  
En 1984 se creó en su honor la Fundación Michela Schiff Giorgini. Con el objetivo de mantener viva la memoria de esta arqueóloga, la fundación apoya un amplio número de proyectos. Además financian programas dedicados a todos los aspectos de la egiptología.  